# ویزی (مین)
ویزی، مینه (به انگلیسی: Veazie, Maine) یک سکونتگاه مسکونی در ایالات متحده آمریکا است که در شهرستان پنوب‌اسکات، مین واقع شده‌است.

## خصوصیات
ویزی ۸٫۳۴ کیلومترمربع مساحت و ۱٬۹۱۹ نفر جمعیت دارد و ۴۲ متر بالاتر از سطح دریا واقع شده‌است.